# Adeonellopsis baccata
Adeonellopsis baccata är en mossdjursart som först beskrevs av Hutton 1878.  Adeonellopsis baccata ingår i släktet Adeonellopsis och familjen Adeonidae. Inga underarter finns listade i Catalogue of Life.